# Johannes Maximilian Albes
Johannes Maximilian Albes (* 21. März 1960 in Vechta) ist ein deutscher Herzchirurg, Forscher und Hochschullehrer. Er ist Professor für Kardiochirurgie an der Medizinischen Hochschule Brandenburg.

## Leben
Albes studierte Humanmedizin von 1979 bis 1985 an der Medizinischen Hochschule Hannover und an der Harvard Medical School, Boston, Massachusetts (chirurgisches PJ-Tertial). Von 1985 bis 1987 arbeitete Albes als Stabsarzt in der Luftwaffen-Sanitätsstaffel in Delmenhorst. 1987 wurde er mit summa cum laude zum Dr. med. promoviert. Von 1987 an absolvierte er an der Medizinischen Hochschule Hannover und an den Landeskrankenanstalten Salzburg (jetzt Universitätskliniken Salzburg) seine klinische Ausbildung zum Facharzt für Chirurgie, die er 1993 mit der Facharztprüfung in diesem Fach abschloss. 1995 erwarb er die Teilgebietsbezeichnung Thorax- und Kardiovaskularchirurgie. 1995 wechselte Albes als Oberarzt an das Universitätsklinikum Tübingen. 1998 wurde er zum Leitenden Oberarzt ernannt. 1998 erwarb er die Teilgebietsbezeichnung Gefäßchirurgie und 1999 den Facharzt für Herzchirurgie. Im Jahr 1998 habilitierte Albes sich in Tübingen auf dem Gebiet der Herzchirurgie. 1999 wechselte er als stellvertretender Direktor an das Universitätsklinikum Jena im Rahmen der Neubesetzung der Thorax- und Gefäßchirurgie und Aufbau der neugegründeten Herzchirurgie. 2001 habilitierte sich Albes an die Medizinische Fakultät der Friedrich-Schiller Universität Jena um. Anfang 2003 übernahm er als Chefarzt die Herzchirurgie des Herzzentrums Brandenburg in Bernau bei Berlin. 2004 wurde Albes zum außerplanmäßigen Professor der Medizinischen Fakultät der Friedrich-Schiller Universität Jena ernannt. Von 2005 an studierte Albes berufsbegleitend an der Hochschule für Wirtschaft und Recht in Berlin Gesundheitswirtschaft und schloss dieses Studium mit dem Master of Business Administration (MBA) 2007 ab. 2015 erfolgte die Berufung als ordentlicher Professor und Lehrstuhlinhaber für Kardiochirurgie an die 2014 gegründete Medizinische Hochschule Brandenburg. Er leitet dort die Herz- und Gefäßchirurgie des Herzzentrums Brandenburg.
Privat engagiert sich Albes als Jazzmusiker in verschiedenen Formationen, darunter das Berlin-Jazz-Ensemble unter eigener Leitung.

## Wissenschaft
Albes unternimmt Studien zur Hämodynamik von Herzklappen und Herzklappensubstituten ein, auch im Hinblick auf die Fragestellungen zu den hämodynamischen Eigenschaften von kathetergestützt implantierbaren Herzklappen (TAVI). Er hat eine nichtbiologischen Herzklappe entwickelt und patentieren lassen, die kathetergestützt implantiert werden kann.

Albes forschte außerdem an neuen Verfahren zur minimalinvasiven anatomischen Rekonstruktion von Mitralklappen am schlagenden Herzen und meldete Patente dazu an.
Allbes' Arbeitsgruppe „Frailty“ befasst sich mit der Erfassung und Quantifizierung von Gebrechlichkeit und der Entdeckung Biomarkern, die zur Vorhersage von individuellen Operationsrisiken dienen können.
Albes arbeitet an der Verbesserung der Datenlage zur Endokarditis in Brandenburg. Dafür ist mit ministerieller Genehmigung ein Brandenburg-weites Register gegründet worden.
Von 2016 bis 2019 war Albes wissenschaftlicher Koordinator (Sprecher) des von ihm initiierten Verbundforschungsprojekts Herz-Gefäßgesundheit in Non-Metropol Regionen Brandenburgs, welches vom MWFK im Rahmen des brandenburgischen Gesundheitscampus mit 2,49 Mio. € ab März 2017 für 2 Jahre gefördert wurde.
Albes und Mitarbeiter verfassten seit 1985 bisher 170 wissenschaftliche Publikationen.

### Mitgliedschaften
- Seit 2014 Ärztliches Mitglied der Schlichtungsstelle für Arzthaftpflichtfragen
- Seit 2002 Deutsche Gesellschaft für Kardiologie – Herz- und Kreislaufforschung
- Seit 2002 Berufsverband der Deutschen Chirurgen (BDC)
- Seit 2001 European Association for Cardio-Thoracic Surgery (EACTS)
- Seit 1995 Society of Thoracic Surgeons (STS)
- Seit 1988 Deutsche Gesellschaft für Thorax-, Herz- und Gefäßchirurgie

### Akademische Tätigkeiten
- Editorial Board:
  - 2015–2020 European Journal of Cardio-Thoracic Surgery, Oxford University Press[8]
  - Seit 2007 The Thoracic and Cardiovascular Surgeon, Thieme, Stuttgart, New York[9]
- Seit 2008 Gastdozent der Hochschule für Wirtschaft und Recht Berlin